# Три высокие женщины (пьеса)
«Три высокие женщины» (англ. Three Tall Women) – пьеса Эдварда Олби, написанная в 1991 году, и получившая Пулитцеровскую премию «За лучшую драму».

## Действующие лица
А: 92-летняя женщина с начальной стадией болезни Альцгеймера. Она тощая, аристократичная, высокомерная и очень богатая.
В: 52-летная версия А, которая нанята в качестве сиделки. В заметно цинична по жизни, хотя ей не нравится работать на А, В многое учится у А.
С: С 26-летняя версия В. Она присутствует от имени юридической конторы А, потому что А игнорирует документы и чеки к оплате. С раскрепощена и полна оптимизма к предстоящей жизни.
Мальчик: Сын всех трех женщин, он не принимает участие в спектакле, но является объектом большинства дискуссий среди героинь. Разрыв между сыном и его матерью является причиной отчаяния А и В.

## Описание
Главное действующее лицо привлекательная женщина слегка за 90. Она размышляет о своей жизни с легкой примесью стыда, удовольствия, раскаяния и удовлетворения. Она вспоминает забавные моменты из своего действа, раннего замужества, когда она чувствовала страсть к жизни и оптимизм. Главная героиня также горько вспоминает негативные события, которые ей причинили боль: роман ее мужа и его смерть, а также разрыв отношений с ее сыном-геем.

## История создания и признание
Отношения, показанные в пьесе, частично опираются на биографию автора. Выросший в консервативной приемной семье Новой Англии, где не одобрялась гомосексуальность автора, Олби столкнулся с теми же проблемами, которые описаны между А, В и ее сыном. Олби ушел из дома в 18 лет, подобно сыну главной героини в пьесе. Писатель признался журналу «Экономист», что пьеса была подобна изгнанию дьявола: "В конечном итоге я стал больше любить женщин, после написания пьесы, чем когда я ее начинал."
Помимо изгнания персональных демонов Олби вернул уважение театральных критиков Нью Йорка с помощью. Многие из них разочаровались в драматурге, который показался столько многообещающим в 60-х и 70-х, изжил себя. По факту Три высокие женщины получили Пулитцеровскую премию в категории Драма в 1994 году.